# 小池はる
小池 はる（こいけ はる、男性、1980年2月12日 - ）は、日本の実業家。Talknote株式会社代表取締役。

## 人物
神奈川県出身。桜美林高等学校を卒業後、22歳までに世界30カ国を放浪。
2010年、Talknote株式会社を設立して代表取締役に就任。
2011年、社内SNS「Talknote」をリリース。

## 経歴
- 2010年 - Talknote株式会社設立、代表取締役就任